# اختریاب

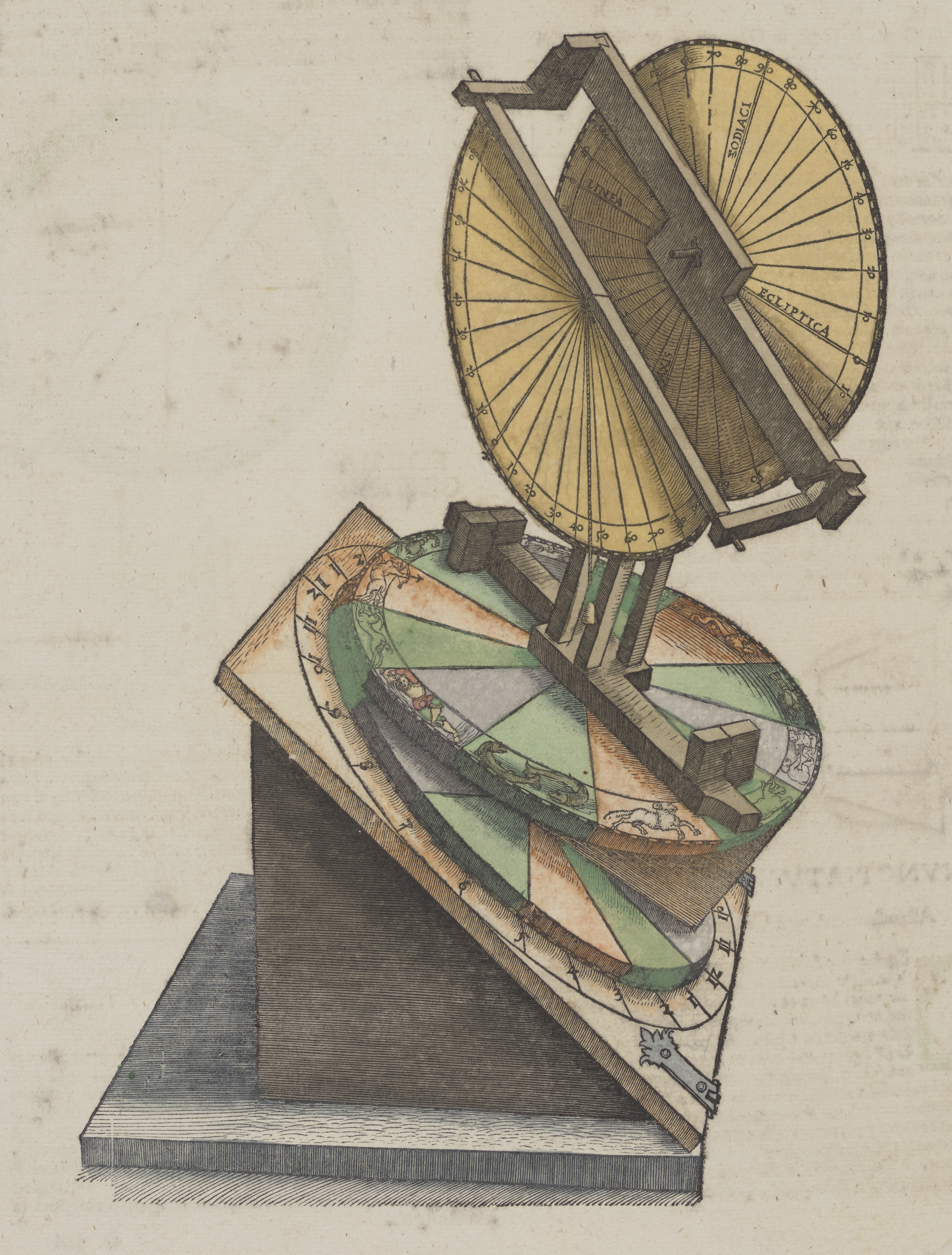
Torquetum

اختریاب ابزار نجومی قرون وسطایی است که برای تبدیل و اندازه‌گیری مجموعهٔ مختصات: افقی، نیمگانی (استوایی) و دائرةالبروجی ساخته شده‌است. به‌عبارتی اختریاب یک رایانهٔ قیاسی (آنالوگ) است.
گفته می‌شود که اولین اختریاب را جابرابن افلح، که در متون لاتین از او با نام Geber یاد شده‌است، در قرن ۱۲ یا 13 ساخته‌است. هر چند تنها نمونهٔ اختریاب بازمانده مربوط به قرن شانزدهم میلادی است.

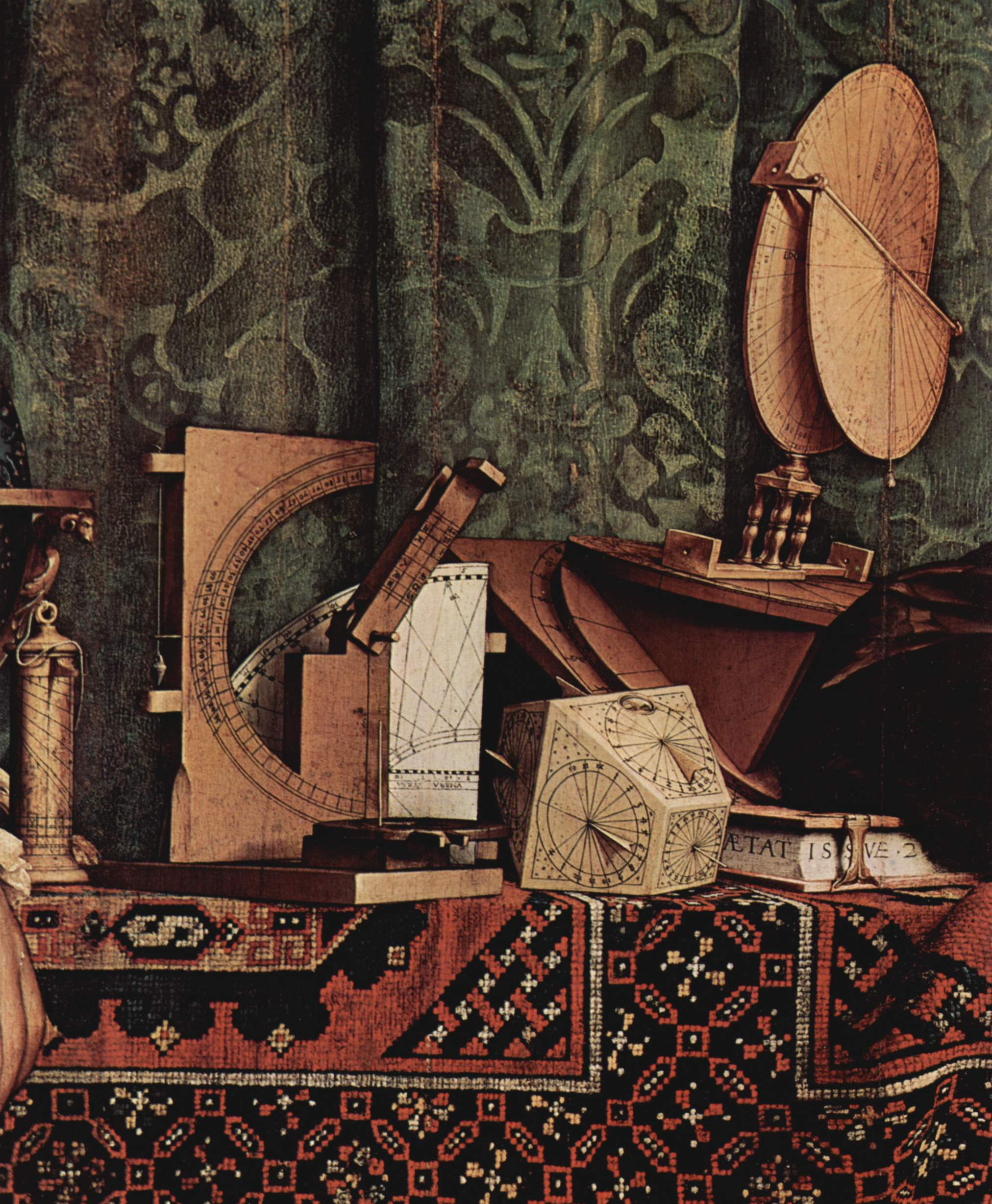
جزئیات از سفیران.

یک اختریاب در تابلوی معروف سفیران (۱۵۳۳) که توسط هانس هولبین جوان کشیده شده‌است دیده می‌شود. اختریاب در سمت راست میز قرار گرفته‌است.